# モザンビーク海軍艦艇一覧
モザンビーク海軍艦艇一覧は、モザンビーク共和国海軍が過去保有した、または現在保有する、または将来保有する予定の、未完成・計画中止を含めた歴代艦艇一覧である 。

## 現有勢力（2024年現在）
- 国防予算：1億3,450万ドル[1]
- 海軍人員：300名[1]
- 艦船隻数：6隻（排水量20t以上）[1]

高速艇×2
哨戒艇×4